# Albino e Plautilla
Albino e Plautilla ist ein Opernintermezzo in drei Teilen von Leonardo Vinci, dessen Libretto wahrscheinlich von Bernardo Saddumene stammt. Die Uraufführung fand zusammen mit Vincis Oper Silla dittatore am 3. Oktober 1723 im königlichen Palast in Neapel oder bei deren öffentlicher Aufführung am 17. Oktober im dortigen Teatro San Bartolomeo statt.

## Handlung

### Erster Teil
Silla dittatore, erster Akt, Szene 15 („ultima“).
Die Oper Silla dittatore spielt im alten Rom. Das Intermezzo ist in die Handlung eingebunden. Albino ist ein ehemaliger Militär-Hauptmann, der sich um einen Platz im römischen Senat bewerben will. Weil ihm bewusst ist, dass er sich wegen seines langsamen Verstands und seiner Unbeherrschtheit nur wenig für die Politik eignet, sucht er Rat bei Plautilla, einer Dienerin der Tochter des römischen Diktators Silla. Im ersten Teil kleidet Plautilla, die Albino liebt, ihn für seine Vorstellung im Senat ein und verspricht, einen Lehrer zu holen, der ihm alles Nötige beibringen könne (Duett: „Si lasci servire“).

### Zweiter Teil
Silla dittatore, zweiter Akt, Szene 14 („ultima“).
Für den Unterricht hat Plautilla sich selbst als Lehrer verkleidet. Sie offenbart dem Publikum ihre Absicht, sich mit Albino zu amüsieren. Sie ist sich sicher, dass sie ihn leicht um den Finger wickeln kann. Als er eintrifft, grüßt sie ihn in lateinischer Sprache, die er erst für Griechisch hält, und besteht darauf, den Unterricht in dieser Sprache zu halten. Albino, der nur wenig Latein kann, nennt seine Version „modernes Latein“. Auf Plautillas Frage nach dem gewünschten Unterrichtsthema entgegnet er, dass er alles lernen wolle, was ein Anwärter auf eine Praetur benötige. Vor allem die Philosophie liege ihm schwer im Magen. Plautilla beginnt mit ihren Grundprinzipien. An erster Stelle steht, dass man ausnahmslos alles in Zweifel ziehen müsse. Sie bestätigt Albino, dass damit auch Dinge gemeint seien, die er anfassen oder sehen könne. Albino ist unsicher. Wenn er das wörtlich nimmt, kann er nicht einmal sicher sein, ob sie wirklich ein Philosoph ist oder vielleicht eine Frau. Sie weist ihn auf ihren (falschen) Bart hin, der das eindeutig beweise, und wiederholt ihren Grundsatz in einer Arie (Plautilla: „Affirmare vel negare“). 
Als Nächstes soll Albino seine Aussprache verbessern. Sein erster Versuch fällt eher komisch aus. Dann üben die beiden die wichtigsten Vokale. Plautilla versichert ihm, dass er schon bald so gut sprechen werde wie Cicero. Albino demonstriert seine Fortschritte in einer Arie (Albino: „A E I, I O U bella cosa“). Aufgrund der fortgeschrittenen Zeit muss er jetzt zum Palatin aufbrechen. Er bittet sie, sich dort mit ihm zu treffen (Duett: „Verrete – Sì, verrò“). Als er sich mit einem Handschlag verabschieden will, zögert sie. Dann bemerkt er, dass ihre Hand und ihre Stimme weiblich wirken. Sie versucht noch, sich herauszureden, muss aber zugeben, dass er sie erkannt hat.

### Dritter Teil
Silla dittatore, dritter Akt, Szene 10.
Albino vermutet mittlerweile, dass sein vermeintlicher Lehrer sich über ihn lustig macht. Er hat sich deshalb von der Zauberin Erinna einen Zauberstab geben lassen. Sobald er Plautilla damit berührt und das Wort „bicche“ ausspricht, wird sie je nach Wunsch erstarren oder erblinden, bis er sie mit dem Wort „bacche“ wieder erlöst. Auf diese Weise bringt er sie dazu, ihre wahre Identität zuzugeben und sich für ihre Scherze zu entschuldigen. Nachdem er ihr die Funktionsweise des Stabs erklärt hat, entreißt sie ihm den und wendet ihn auf Albino selbst an. Zuerst soll er für sie tanzen. Das überfordert ihn jedoch (Albino: „Ballarino, saltarino, io non sono“). Um ihn dafür zu strafen, lässt sie ihn erblinden, beschwört den Teufel Baruffo (Plautilla: „Arcidiavolo Baruffo“) und zwingt Albino dazu, ihr einen Heiratsantrag zu machen. Sie erlöst ihn schließlich, beide vergeben einander ihre Fehler und versprechen, sich zu lieben (Duett: „Mia sposa – Mio sposo“).

## Gestaltung

### Musiknummern
Die Intermezzo-Szenen des in Neapel überlieferten Manuskripts von Vincis Oper Silla dittatore enthält vier Da-Capo-Arien, ein Da-Capo-Duett, ein Accompagnato-Rezitativ und ein durchkomponiertes Duett. Im gedruckten Libretto von 1723 sind anhand der Texteinrückung die folgenden Musikstücke zu erkennen:
Erster Teil
- Albino/Plautilla: „Si lasci servire“

Zweiter Teil
- Plautilla: „Affirmare vel negare“
- Albino: „A E I, I O U bella cosa“
- Albino/Plautilla: „Verrete – Sì, verrò“

Dritter Teil
- Albino: „Ballarino, saltarino, io non sono“
- Plautilla: „Arcidiavolo Baruffo“
- Albino/Plautilla: „Mia sposa – Mio sposo“

### Musik
In der Arie „A E I, I O U bella cosa“ singt Albino die einzelnen Vokale als aufsteigende Tonleiter in halben Noten, die von repetitiven Achtelnoten der Streicher begleitet werden, um einen komischen Effekt zu bilden. Albinos tänzerische Arie „Ballarino, saltarino, io non sono“ erinnert an den Stil bäuerlicher Volkslieder. Ungewöhnlicherweise findet sich das ausgedehnteste Accompagnato-Rezitativ der Oper Sulla dittatore ausgerechnet in diesem Intermezzo, als die Plautilla den Teufel herbeiruft. Die beiden Duette im ersten und zweiten Teil sind durchkomponierte Ensemble-Sätze. Bei demjenigen des dritten Akts handelt es sich um ein konventionelles Buffo-Liebesduett, dessen Komik durch den Gegensatz von ausgedehnten Kadenzen mit wechselseitigen „bicche“-„bacche“-Aufrufen hervorgerufen wird.

## Werkgeschichte

Leonardo Vinci: Silla dittatore. Titelblatt des Librettos, Neapel 1723

Dieses Intermezzo entstand 1723 in Neapel für eine Aufführung von Leonardo Vincis Oper Silla dittatore zur Feier des Geburtstags von Kaiser Karl VI. am 1. Oktober. Auf Wunsch des Vizekönigs Michael Friedrich von Althann wurden die Feierlichkeiten auf den 3. Oktober verschoben, und die Oper wurde am Abend im Theater (dem großen Saal „detta de’ Svizzeri“) des königlichen Palasts im Beisein des Vizekönigs und der anderen Edelleute gespielt. Das Libretto der Oper stammt von Vincenzo Cassani. Es wurde erstmals 1710 unter dem Titel Il tiranno eroe von Tomaso Albinoni vertont und am 26. Dezember 1710 im Teatro San Cassiano in Venedig gespielt. Die Urfassung bestand ausschließlich aus ernsten Szenen. Die Intermezzo-Szenen wurden erst für Vincis Vertonung eingefügt. Das Vorwort des gedruckten Librettos erklärt, dass „die Person, die für die Anpassung der Oper an dieses Theater verantwortlich war“, den Szenen dadurch „einen gewissen fröhlichen Charakter, den man ‚buffo‘ nennt“, („un Carattere in qualche parte giocoso nelle Scene, che diconsi Buffe“) geben wollte. Bei der „verantwortlichen“ Person handelt es sich wahrscheinlich um Bernardo Saddumene, den Librettisten von Vincis 1722 in Neapel aufgeführter Commedia per musica Li zite ’ngalera, der ebenfalls 1722 auch das Libretto von Vincis Oper Publio Cornelio Scipione aufbereitet hatte. Auch Pietro Metastasio kommt als Autor der Intermezzi in Frage. Er stellte 1723 im Teatro San Bartolomeo sein erstes Opernlibretto Siface re di Numidia vor und trug mit Didone abbandonata auch den Text der letzten Oper der Karnevalspielzeit bei. Das neue Intermezzo ist, wie damals in Neapel üblich, in die Handlung integriert. Die Figuren sind meist untergeordnete Personen der Haupthandlung, beispielsweise Diener oder Vertraute der Protagonisten. In diesem Fall wurde die Figur der Plautilla als Vertraute von Sillas Tochter Emilia neu hinzugefügt. Der zweite Teil des Intermezzos basiert auf einer Szene aus Molières Komödie Der Bürger als Edelmann, die ihrerseits einer französischen philosophischen Abhandlung von Géraud de Cordemoy entlehnt ist.
Die Sänger der Uraufführung waren Gioacchino Corrado (Albino) und Santa Marchesini (Plautilla). Die beiden galten als das herausragendste komische Sänger-Duo ihrer Zeit. Ab dem 17. Oktober folgten öffentliche Aufführungen der Oper im Teatro San Bartolomeo. Keith Johnston geht davon aus, dass das Intermezzo erst jetzt in die Oper integriert wurde, während die Palast-Aufführung stattdessen einen Prolog hatte.
Das Manuskript der Oper ist im Conservatorio San Pietro a Majella in Neapel überliefert (Rari 32.4.13). Es enthält einige Anpassungen in den Szenen 9 und 10 des dritten Akts und wurde wahrscheinlich von Vinci selbst korrigiert.
Eine Wiederentdeckung in neuerer Zeit gab es am 9. Juni 2021 im Galoppatorio des Königspalasts Portici mit erläuternden Zwischentexten, die von dem als Leonardo Vinci verkleideten Schauspieler Massimo Finelli vorgetragen wurden. Für Dramaturgie, Lichtdesign und Regie war Angela di Maso zuständig. Die Kostüme stammten von Giusi Giustino. Stefano Demicheli leitete das Ensemble Talenti Vulcanici. Es sangen Javier Povedano Ruiz (Albino) und Gaia Petrone (Plautilla). Außerdem wirkte der Puppenspieler Bruno Leone mit einer Pulcinella-Puppe mit. Ein Videomitschnitt der Aufführung wurde vom italienischen Fernsehen Rai 5 ausgestrahlt und auf RaiPlay im Internet bereitgestellt.

## Aufnahmen
- 9. Juni 2021 – Stefano Demicheli (Dirigent), Angela di Maso (Dramaturgie, Lichtdesign und Regie), Giusi Giustino (Kostüme), Talenti Vulcanici.
 Javier Povedano Ruiz (Albino), Gaia Petrone (Plautilla), Massimo Finelli (Schauspieler), Bruno Leone (Puppenspieler).
 Video; live aus dem Galoppatorio des Königspalasts Portici.
 Videostream auf RaiPlay.[6]